# Leszek Skrla
Leszek Skrla (ur. 1 czerwca 1960 w Warszawie) – polski śpiewak operowy (baryton), profesor sztuk muzycznych, pedagog wokalny.

## Życiorys
Od 1978 był elewem Wojskowego Liceum Muzycznego w Gdańsku, w którym przez cztery lata uczył się gry na klarnecie. Po ukończeniu szkoły pozostał w szkole jako pedagog, nauczyciel gry na klarnecie. Do 2001 r. służył w wojsku (kapitan w stanie rezerwy). Absolwent (dyplom z wyróżnieniem) Wydziału Wokalno-Aktorski Akademii Muzycznej im. Stanisława Moniuszki w Gdańsku (uczeń Andrzeja Koseckiego i Piotra Kusiewicza).
Zadebiutował rolą w roli Figara w Cyruliku sewilskim G. Rossiniego na scenie Opery Bałtyckiej w Gdańsku (1987). Od sezonu 1988/1989 jest solistą Opery Bałtyckiej w Gdańsku.
Zajmuje się także pedagogiką wokalną, kształci studentów w klasie śpiewu solowego na Wydziale Wokalno-Aktorskim w Akademii Muzycznej im. Stanisława Moniuszki w Gdańsku oraz Akademii Muzycznej im F. Nowowiejskiego w Bydgoszczy.

## Kariera
W swoim dorobku artystycznym posiada kilkadziesiąt głównych barytonowych partii operowych, m.in. w operach G. Verdiego (Makbet, Rigoletto, Traviata, Ernani, Zbójcy, Nabucco), G. Pucciniego (Tosca, Cyganeria, Madame Butterfly), W.A. Mozarta (Wesele Figara, Czarodziejski flet, Don Giovanni), G. Bizeta (Carmen), G. Rossiniego (Cyrulik sewilski), S. Moniuszki (Straszny dwór, Halka), R. Straussa (Salome).
Na scenie Opery Bałtyckiej w Gdańsku śpiewał także m.in. wielkie role verdiowskie: Don Carlosa w Ernanim (występ ten zyskuje uznanie krytyków), tytułowe role w Rigolettcie (reż. M. Weiss-Grzesiński, 2005) i Makbecie (reż. M. Weiss-Grzesiński, 2010), Jagona w Otellu (2014) oraz tytułowego Nabucca (2017).
We wrześniu 2002 r. śpiewał tytułową partię Figara w Cyruliku sewilskim G. Rossiniego w Teatrze Wielkim w Łodzi w estradowym wykonaniu opery pod dyrekcją Claudia Desderiego. W 2005 r. podczas festiwalu Viva il Canto’2005 w Cieszynie kreował Barona Scarpię w premierze Toski G. Pucciniego (rola barona Scarpii), zaśpiewał także tytułową rolę w Królu Rogerze K. Szymanowskiego, zaproszony przez Teatro Massimo w Palermo na Sycylii.
W 2006 r. śpiewał partię Uroka w operze Manru I.J.Paderewskiego podczas inauguracji sezonu artystycznego w Operze Nova w Bydgoszczy.
W 2008 r. nagrywa partię Dżaresa w pierwszej płytowej rejestracji opery Paria S. Moniuszki pod dyrekcją W. Kunca; śpiewa Giorgio Germonta, u boku Joanny Woś (Traviata w reż. W. Zawodzińskiego) w Hali Globus w Lublinie; w grudniu 2008 wziął udział w otwarciu gmachu Opery Krakowskiej kreując Ojca Grandiera w operze Diabły z Luodun K. Pendereckiego (insc. L. Adamika).
W 2009 r. bierze udział w spektaklach premierowych Wesela Figara W.A.Mozarta (reż. M. Weiss-Grzesiński, Opera Bałtycka w Gdańsku, rola Hrabiego); wystąpił w roli Marcina Pakuły w Verbum nobile S. Moniuszki (w reż. L. Adamika) na scenie Opery Narodowej w Warszawie.
W sezonie 2009/10 nagrywa opery S. Moniuszki: Flis i Verbum nobile (pod dyr. W. Kunca); w kwietniu jako Barnaba w Giocondzie A. Ponchiellego (reż.K. Nazar) inauguruje Bydgoski Festiwal Operowy.
W listopadzie 2011 r. w Sali UNESCO w Paryżu wziął udział w światowej premierze opery E. Sikory Marie Curie (rola Einsteina). W czerwcu 2012 r. gościnnie śpiewa rolę Germonta w Staatstheater w Norymberdze.
W lutym 2013 obchodził 25- lecie pracy artystycznej (partia Makbeta w operze G. Verdiego). Otrzymał z rąk prezydenta Bronisława Komorowskiego tytuł profesora sztuk muzycznych.
W 2014 r. wziął udział w nagraniu dzieła K. Pendereckiego Powiało na mnie morze snów; w październiku na scenie Opery Nova w Bydgoszczy śpiewał tytułowego Rigoletta (insc. N. Babińska).
W czerwcu 2016 r. wykonał Hrabiego Lunę w Trubadurze G. Verdiego w ramach projektu XX Festiwalu Opery Krakowskiej.
W październiku Leszek Skrla obchodził jubileusz 30-lecia pracy artystycznej, wykonując tytułową partię Rigoletta w Opera Nova w Bydgoszczy (połączony z rocznicą 25 lat współpracy z Operą Nova).

## Działalność artystyczna
Współpracuje z teatrami operowymi i filharmoniami w kraju i za granicą (występował m.in. w Niemczech, Belgii, Francji, Danii, Hiszpanii, Holandii, Szwajcarii oraz Izraelu).
Brał udział w festiwalach muzycznych: Warszawska Jesień, Vratislavia Cantans, Musica Polonica Nova, Viva il Canto oraz w Bydgoskim Festiwalu Operowym.
Artysta wykonuje repertuar oratoryjno-kantatowy (ma w dorobku kilkadziesiąt partii oratoryjnych i kantatowych) oraz pieśni, a także partie operetkowe i musicalowe.

### Partie operowe
- P. Czajkowski, Eugeniusz Oniegin – rola tytułowa
- G. Donizetti, Don Pasquale – Malatesta
- E. Humperdinck, Jaś i Małgosia – Piotr (ojciec)
- R. Leoncavallo, Pajace – Tonia
- P. Mascagni, Cavalleria rusticana – Alfio
- S. Moniuszko, Straszny dwór – Miecznik
- S. Moniuszko, Verbum nobile – Marcin Pakuła
- S. Moniuszko, Paria – Dżares
- S. Moniuszko, Hrabina – Podczaszyc
- I.J. Paderewski, Manru – Urok
- K. Penderecki, Diabły z Loudun – o. Grandier
- A. Ponchielli, La Gioconda – Barnaba
- G. Puccini, Madama Butterfly – Sharpless
- G. Puccini – Tosca – Scarpia
- G. Puccini – Gianni Schicchi – rola tytułowa
- G. Rossini, Kopciuszek – Dandini
- G. Rossini, Włoszka w Algierze – Taddeo
- R. Schumann, Genowefa – Zygfryd
- E. Sikora, Madame Curie – Einstein
- R. Statkowski, Maria – Miecznik
- I. Strawiński, Oedipus Rex – Kreon
- D. Szostakowicz, Gracze – Utrschiteln
- K. Szymanowski, Król Roger – rola tytułowa
- V. Ullmann, Cesarz Atlantydy – Overall
- R. Wagner, Tannhäuser – Wolfram
- R. Wagner, Parsifal – Klingsor
- G. Verdi, Aida – Amonastro
- G. Verdi, Ernani – Don Carlos
- G. Verdi, Falstaff – rola tytułowa
- G. Verdi, Makbet – rola tytułowa
- G. Verdi, Nabucco – rola tytułowa
- G. Verdi, Otello – Jagon
- G. Verdi, Rigoletto – rola tytułowa
- G. Verdi, Traviata – G. Germont
- G. Verdi, Trubadur – Hrabia di Luna
- G. Verdi, Zbójcy (I Masnadieri) – Francesco

### Partie operetkowe
- F. Lehar, Wesoła Wdówka – Daniłło
- J. Strauss, Baron cygański – Homonay
- J. Strauss, Zemsta nietoperza – dr Falke

### Partie oratoryjne i kantatowe
- J.S. Bach – Msza h-moll BWV 232
- J.S. Bach – Pasja wg Św. Jana BWV 245
- J.S. Bach – Pasja wg Św. Mateusza BWV 244
- J.S. Bach – Pasja wg Św. Marka BWV 247
- J.S. Bach – Magnificat D-dur BWV 243
- J.S. Bach – Weihnachts-Oratorium BWV 248
- J.S. Bach – Ich habe genung BWV 82
- J.S. Bach – Ich will den Kreuzstab gerne tragen BWV 56
- J.S. Bach – Kaffeekantate BWV 211
- J.S. Bach – Amore Traditore BWV 203
- L.v. Beethoven – Msza C-dur op. 86
- L.v. Beethoven – IX Symfonia d-moll op. 125
- L.v. Beethoven – Missa Solemis D-dur op. 123
- J. Brahms – Ein Deutsches Requiem op.45
- J. Brahms – Vier ernste Gesänge op. 121
- B. Britten – War Requiem op. 66
- A. Bruckner – Te Deum in C major WAB 45
- A. Bruckner – Wielka Msza f-moll
- C. von Dittersdorf – Requiem c-moll
- A. Dvořák – Te Deum op.103
- A. Dvořák – Stabat Mater op.58
- M. Durufle – Requiem d-moll op.9
- G. Faure – Requiem d-moll op. 48
- G.F. Haendel – Mesjasz HWV 56
- G.F. Haendel – Samson HWV 57
- Ch. Gounod – Messe solennelle en l’honneur de sainte Cécile
- H.M. Górecki – Beatus Vir op.38
- H.M. Górecki – II Symfonia Kopernikowska op.31
- M. Jasiński – Symfonia In Principio, Psalmodia Miserere mei Deus
- W. Kilar – Siwa Mgła
- F. Liszt – Oratorium Chrystus
- G. Mahler – VIII Symfonia Es-dur
- F. Mendelssohn-Bartholdy – Oratorium Paulus
- W.A. Mozart – Msza Koronacyjna C-dur KV 317
- W.A. Mozart – Msza c-moll KV 427
- W.A. Mozart – Requiem d-moll KV 626
- W.A. Mozart – Missa Brevis C-dur KV 220
- C. Orff – Carmina Burana
- A. Panufnik – Universal Prayer
- K. Penderecki – Credo
- K. Penderecki – Powiało na mnie morze snów
- G. Puccini – Messa di Gloria
- I. Strawiński – Oedipus Rex
- A. Ramirez – Missa Criolla
- A. Ramirez – Navidad Nuestras
- J.I. Schnabel – Missa in Es-dur
- K. Szymanowski – Stabat Mater

## Dyskografia
- S. Moniuszko, Flis, Bogusław Bidziński tenor, Iwona Socha sopran, Leszek Skrla baryton, Michał Partyka baryton, Janusz Lewandowski bas-baryton, Paweł Wolskitenor, Chór i Orkiestra Opery na Zamku w Szczecinie, dyr. Warcisław Kunc, DUX 0736 (2009)
- S. Moniuszko, Paria, Leszek Skrla – Dżares, Janusz Lewandowski – Akebar, Katarzyna Hołysz – Neala, Tomasz Kuk – Idamor, Andrzej Lampert – Ratef, Chór i Orkiestra Opery na Zamku w Szczecinie, dyr. Warcisław Kunc, DUX 0686/0687
- S. Moniuszko, Verbum nobile: Aleksander Teliga – Serwacy Łagoda, Aleksandra Buczek – Zuzia, Leszek Skrla – Marcin, Michał Partyka – Stanisław, Janusz Lewandowski – Bartłomiej, Chór i Orkiestra Opery na Zamku w Szczecinie, dyr. Warcisław Kunc, kierownik chóru – Małgorzata Bornowska, DUX 0783
- I. J. Paderewski, Manru, Janusz Ratajczak (Manru), Wioletta Chodowicz (Ulana), Barbara Krahel (Jadwiga), Urok – Leszek Skrla (Urok), Monika Ledzion (Aza), Jacek Greszta (Oros), Łukasz Goliński (Jagu), Marcin Naruszewicz (Młody Cygan), Magdalena Polkowska (Młoda Dziewczyna), dyr. Maciej Figas, DUX 0793/0794
- K. Penderecki, Powiało na mnie morze snów, Izabela Matuła, Agnieszka Rehlis, Leszek Skrla, dyr. Wojciech Rajski, Orkiestra Opery i Filharmonii Podlaskiej w Białymstoku, DUX 0963

## Odznaczenia
- Srebrny Medal „Zasłużony Kulturze Gloria Artis” (7 września 2018)[8]
- Brązowy Medal „Zasłużony Kulturze Gloria Artis” (30 stycznia 2013)[8]

## Nagrody i wyróżnienia
- dyplom uznania i III nagroda na XXII Międzynarodowym Konkursie Wokalnym im. A. Dvořáka w Karlowych Warach (1987)[1]
- wyróżnienie na III Konkursie Sztuki Wokalnej im. Ady Sari w Nowym Sączu (1988)[9]
- nagroda „Złoty pierścień”, Nagroda Ministra Obrony Narodowej oraz „Złote Ostrogi” (za najlepszy debiut wokalny) od redakcji „Żołnierz Wolności” na XXIII Festiwalu Piosenki Żołnierskiej Kołobrzeg 89 za wykonanie piosenki Morski desant (1989)[10]
- nagroda „Złoty pierścień” na XXIV Festiwalu Piosenki Żołnierskiej Kołobrzeg 90 za wykonanie piosenki Piosenka o komendancie (1990)[11]
- Nagroda Teatralna Marszałka Województwa Pomorskiego za rolę Wolframa w premierze Tannhäusera R.Wagnera w Opery Bałtyckiej w Gdańsku (2000)[12]
- Nagroda Marszałka Województwa Pomorskiego z okazji Międzynarodowego Dnia Teatru[13]
- Nagroda Prezydenta Miasta Gdańska w Dziedzinie Kultury z okazji jubileuszu 25-lecia pracy artystycznej, za wszystkie zaśpiewane i jeszcze niezaśpiewane partie operowe, za działalność pedagogiczną, za przekazywanie tajników techniki śpiewu (2013)[14]
- Nagroda Artystyczna Marszałka Sejmiku Województwa Pomorskiego (2013)[13]
- Nagroda Prezydenta Miasta Gdańska w Dziedzinie Kultury z okazji jubileuszu 35-lecia pracy artystycznej (2022)[14]
- Nagroda Teatralna Miasta Gdańska za rolę męską w spektaklu operowym Król Roger w reżyserii Romualda Wiczy-Pokojskiego w Operze Bałtyckiej w Gdańsku (2023)[15]